# NGC 89
NGC 89 ist eine Balken-Spiralgalaxie vom Hubble-Typ SBab im Sternbild Phönix am Südsternhimmel. Sie ist etwa 144 Millionen Lichtjahre von der Milchstraße entfernt, mit einem Durchmesser von etwa 50.000 Lichtjahren. NGC 89 ist Teil einer Galaxiengruppe namens Roberts Quartett, zu der noch NGC 87, NGC 88 und NGC 92 zählen.
Die Galaxie NGC 89 wurde am 30. September 1834 von dem britischen Astronomen John Frederick William Herschel entdeckt.